# Museu do Canteiro
O Museu do Canteiro está localizado na vila de Alcains, Município e Distrito de Castelo Branco, mais precisamente no edifício do Centro Cultural de Alcains, outrora Solar dos Goulões e mais tarde designado como Solar Ulisses Pardal.

## História
Inaugurado em Janeiro de 2005, a exposição permanente tem como temática central a pedra e respectivas técnicas e instrumentos para trabalhar este material, com particular destaque para o granito um tipo de rocha tão ligado à história sócio e económica desta Vila e Concelho, sendo dedicada ao labor do canteiro. O Museu também apresenta diversas exposições temporárias.
22 de Janeiro de 2005 foi data que marcou a 1ª exposição temporária aqui patente, com o nome "Formas Construtivas Elementares" da autoria de Orlando Ribeiro, o maior geógrafo português do século XX e que trouxe até Alcains a Professora Suzanne Daveau com quem foi casado.